# 2152 Hannibal
A 2152 Hannibal (ideiglenes jelöléssel 1978 WK) a Naprendszer kisbolygóövében található aszteroida. Paul Wild fedezte fel 1978. november 19-én.